# Duel de Déu
|  | No s'ha de confondre amb judici de Déu. |

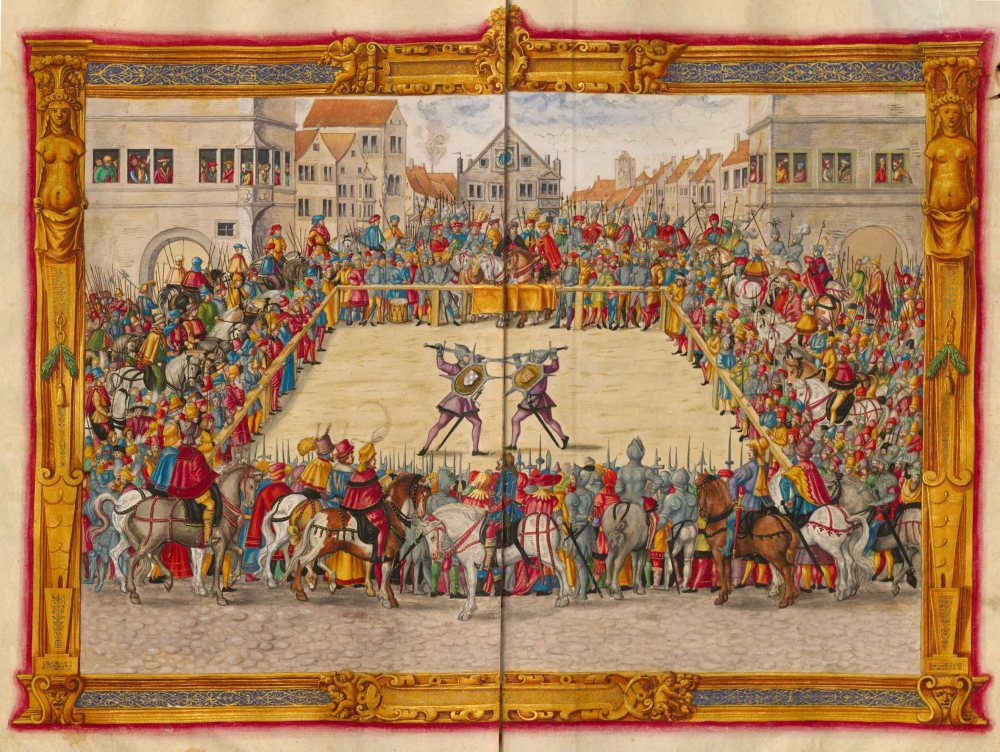
Un duel de Déu el 1409 a Augsburg. Pintat l'any 1540 per Paulus Hector Mair, Bayerische Staatsbibliothek codi. icona. 393.

El duel de Déu, també conegut com a judici de Déu, duel judicial  o combat judicial, cas particular d'Ordalia, era una forma de duel generalitzada durant l'edat mitjana d'Europa, en particular, entre els pobles alemanys. Era una forma de prova, propi de la institució del dret germànic, en el qual es resolia una disputa a través d'un duel judicial entre els dos contendents o del seu representant: Es creia que el resultat del duel, dut a terme segons un ritual precís, no depenia tant del valor dels combatents, com del judici de Déu, que només podia recompensar la persona que tenia raó. Per tant, difereix del duel, ja que aquest no era més que una forma de regulació dels conflictes privats entre dues persones o dos grups, sense conseqüències ni d'ordre sobrenatural ni validesa legal.
L'afirmació progressiva del poder estatal i la creixent oposició de l'Església va portar a la declinació del duel de Déu, que finalment va desaparèixer entre el segle xii i el segle XIII.